# T-SPOT
T-SPOT.TB（ティー・スポット．ティービィー）は結核の血液検査, interferon-gamma release assays（IGRAs）のひとつ。

## 原理
結核菌感染により結核抗原に反応するリンパ球が患者血液内には出現する。患者の血液検体中の感作リンパ球から産生されるインターフェロンγをELISPOT法で検出する検査である。クォンティフェロンTB-2G(QFT検査)同様インターフェロンγ産生能を用いた結核の検査である。

## 特徴
1. 採血管が一本で良い。（QFTは3本）
2. 検体の経時的劣化が問題となりにくい。(QFTは検体をすみやかに回収しなくては検査ができない。)
3. 十分な感度をもつ[1]。日本国内臨床試験では、感度97.5%, 特異度99.1%であった。